# Laguna Salada (Salar de Atacama)
La laguna Salada es un cuerpo de agua superficial ubicado en la cuenca del salar de Atacama, en la comuna de San Pedro de Atacama, Provincia de El Loa, norte de Chile.

## Ubicación y descripción
La laguna, con un espejo de agua de cerca de 0,18 km², esta conectada con la laguna Interna.: 5 